# Zailijskij Alatau
Zailijskij Alatau (ryska: Заилийский Алатау) är en bergskedja i Kazakstan, på gränsen till Kirgizistan. Den ligger i den sydöstra delen av landet söder om Almaty.
Den högsta toppen är Pik Talgar som ligger 4 973 meter över havet. Stora delar av bergskedjan är sedan 1996 nationalpark. Här räknades 1400 olika växtarter och 240 ryggradsdjursarter. I bergstrakten ligger vid 1600 meter över havet isbanan Medeu som besöks ofta av Almatys invånare. Längre söderut finns en 150 meter hög dammbyggnad som skyddar storstaden för laviner. Regionen är ett stort skidområde. Vid stationen Schymbulak börjar 7 linbanor.